# Співскінченність
У математиці підмножину {\displaystyle A} множини {\displaystyle X} називають коскінченною, якщо її доповнення в {\displaystyle X} — скінченна множина. Тобто підмножина {\displaystyle A} містить усі елементи множини {\displaystyle X}  за винятком скінченної кількості. Якщо ж доповнення до {\displaystyle A}, тобто {\displaystyle X\setminus A}, нескінченне, але зліченне, то таку множину називають козліченною.
Такі множини виникають внаслідок узагальнення структур скінченних множин до нескінченних, як-от нескінченні добутки в топології добутку або прямій сумі.
Префікс "ко" походить від англійського complement (укр. — "доповнення") і вказує на те, що цю властивість множини визначає її доповнення, а не сама множина.

## Булева алгебра
Множина всіх підмножин множини {\displaystyle X}, які скінченні або коскінченні, утворює булеву алгебру, тобто множину, замкнену відносно об'єднання, перетину й доповнення.Булева алгебра є скінченно-коскінченною алгеброю на множині {\displaystyle X}.
Також булева алгебра {\displaystyle A} має єдиний неголовний ультрафільтр (тобто, максимальний фільтр, який не породжений єдиним елементом алгебри) тоді й лише тоді, якщо існує нескінченна множина {\displaystyle X} така, що {\displaystyle A} ізоморфна скінченно-коскінченній алгебрі на множині {\displaystyle X}. Тоді неголовним ультрафільтром буде множина всіх коскінченних підмножин множини {\displaystyle X}.

## Коскінченна топологія
Коскінченну топологію можна визначити на будь-якій множині {\displaystyle X}.  
Відкритими множинами в такій топології є всі коскінченні підмножини носія та порожня множина. Математично це записують так:
{\displaystyle {\mathcal {T}}=\{A\subseteq X:A=\varnothing \vee \left|X\setminus A\right|<\left|\mathbb {N} \right|\}}
З означення випливає, що замкненими множинами такого простору будуть усі скінченні підмножини носія.
Ця топологія з'являється в контексті топології Зариського.  
Оскільки поліноми однієї змінної над полем {\displaystyle K} нульові на скінченних множинах або на всьому полі {\displaystyle K}, топологія Зариського на {\displaystyle K} (розглядають як пряму) збігається з коскінченною топологією.
Це має місце для будь-якої незвідної алгебраїчної кривої, проте не справджується, наприклад, для {\displaystyle XY=0} на площині.

### Властивості
- Будь-яка топологія підпростору коскінченної топології також є коскінченною топологією.

- Оскільки всі відкриті множини містять весь простір, окрім скінченної кількості елементів, простір із коскінченною топологією є компактним і секвенційно компактним.

- Будь-яка послідовність {\displaystyle a_{n}}, у якої всі елементи різні, тобто {\displaystyle a_{i}\neq a_{j}} якщо {\displaystyle i\neq j}, збігається до будь-якої точки коскінченного простору.

- Коскінченна топологія є найслабшою топологією, що задовольняє аксіому {\displaystyle T_{1}}, тобто це найменша за включенням топологія, в якій кожна одноелементна множина є замкненою.

- Якщо носій топології {\displaystyle X} — скінченна множина, то коскінченна топологія збігається з дискретною.

- Якщо носій топології {\displaystyle X} — нескінченна множина, то простір не є гаусдорфовим, регулярним, нормальним, оскільки в ньому немає двох неперетинних відкритих множин (тобто він гіперзв'язний).

### Двоточкова коскінченна топологія
Розглянемо добуток двох топологічних просторів {\displaystyle {\bigl (}X,\tau {\bigr )}} і {\displaystyle {\bigl (}\{0,1\},\sigma {\bigr )}}, де {\displaystyle \tau } — коскінченна топологія, а {\displaystyle \sigma } — антидискретна топологія. Отриманий простір {\displaystyle {\bigl (}{\hat {X}},{\hat {\tau }}{\bigr )}} називають двоточковою коскінченною топологією. Тобто це простір, у якому кожен елемент множини {\displaystyle X} дубльований.
"Дубльовані" елементи такого простору мають ідентичні множини околів, тому простір не є {\displaystyle T_{1}} і {\displaystyle T_{0}}, однак цей простір є {\displaystyle R_{0}}, адже точки з різними множинами околів є роздільними. Він компактний, оскільки отриманий як добуток двох компактних просторів.
Прикладом такого топологічного простору є множина {\displaystyle \mathbb {Z} } цілих чисел, де "дублями" вважаються пари {\displaystyle 2n} та {\displaystyle 2n+1}. Замкнені множини визначені як скінченні об'єднання таких пар або весь простір {\displaystyle \mathbb {Z} }, відповідно відкриті множини — це доповнення до замкнених, тобто відкрита множина містить усі елементи простору за винятком скінченної кількості.